# Powhattan (Schiff, 1837)
Die Powhattan war ein Auswandererschiff, das während eines Blizzards mit meterhohen Wellen am 15. April 1854 in Ufernähe vor Long Beach Island strandete und am 16. April 1854 auseinanderbrach.

## Auswandererschiff
Das Auswandererschiff war ein knapp 40 Meter langer Dreimastschoner. Es war in Le Havre gestartet, Kapitän war James Meyers.

## Rettungsversuche und Opfer
Die Passagiere stammten hauptsächlich aus Baden, Württemberg, Pfalz, Hessen und Frankreich.
Rettungsversuche waren nicht möglich. Die an Land geschwemmten Personen waren bereits tot. Die Leichen wurden über mehr als 30 Kilometer entlang der Küste angeschwemmt. Die Zahl der Opfer wurde auf 250 bis 365 geschätzt. Massengräber befinden sich auf dem Friedhof der Methodistenkirche Smithville und auf den Friedhöfen von Absecon und Manahawkin. Eine Entschädigungsliste für die Hinterbliebenen wird im Hauptstaatsarchiv Stuttgart aufbewahrt. Namen und Orte der badischen Opfer befinden sich im Generallandesarchiv Karlsruhe.